# Армия на Древен Египет
Макар и миролюбиви, египтяните притежават могъща армия за защита срещу нашествията и за осигуряване сигурността на продоволствените пътища. Разбира се, фараонът е върховен водач на армията, командвана от генерал и благородни офицери и чужденци. Тя става постоянна при Новото царство. Армията е съставена от морски части, пехота, в четири дивизии (всяка носи името на бог: Птах, Сет, Ра, Амон) и елитна част от колесници. Бойната колесница, теглена от два коня, вози боец и водач. Златото на храбростта награждава най-доблестните: това е дарение от земи или скъпоценни камъни. Египтяните отсичат дясната ръка на всеки убит враг, за да преброят жертвите.